# Xerraire de corona blava
El xerraire de corona blava (Pterorhinus courtoisi) és un ocell de la família dels leiotríquids (Leiothrichidae).

## Hàbitat i distribució
Habita zones amb herba alta, vegetació espessa de pantà i bosc humit, als turons de l'est de la Xina, al nord-est de Kiangsi.